# ITunes Store

Logo iTunes Store

iTunes Store – sklep online utworzony przez Apple Inc., sprzedający pliki, które są dostępne przez aplikację iTunes.
Otwarty jako iTunes Music Store 28 kwietnia 2003 roku, potwierdził skuteczność internetowych sklepów muzycznych. Przez iTunes Store można obecnie nabyć teledyski, programy telewizyjne, filmy, gry wideo (iPod nano oraz iPod Classic) oraz aplikacje dla iPhone i iPoda touch, jako dodatki do muzyki. Do stycznia 2007, sklep sprzedał ponad 2 miliardy piosenek, do 9 kwietnia – 2,5 miliarda, a do sierpnia – 3 miliardy piosenek, co stanowiło około 80% światowej sprzedaży muzyki przez Internet. W styczniu 2009 roku liczba sprzedanych piosenek na całym świecie przekroczyła 6 miliardów. iTunes Store jest także najpopularniejszym internetowym sklepem oferującym filmy (do 11 kwietnia 2007 sklep sprzedał ich ok. 2 miliony). W USA iTunes Store jest trzecim pod względem wielkości sprzedawcą muzyki w ogóle. Zamówione pliki zostają przysłane wraz ze wskazówkami ich użycia, ustanowionymi przez FairPlay, wersję zarządzania prawami cyfrowymi należącą do Apple.
Nowe piosenki są dodawane do katalogu iTunes każdego dnia, podczas gdy iTunes Store jest aktualizowany w każdy wtorek. Sklep posiada obecnie ponad 13 000 000 piosenek (dostępnych we wszystkich wersjach narodowych iTunes Store). Apple publikuje dodatkowo "Single of the Week" i zazwyczaj "Discovery Download" we wtorki, które później są dostępne za darmo przez najbliższy tydzień.
Aby kupić plik w sklepie, użytkownik musi zapłacić kartą iTunes albo kartą kredytową, zamieszkując Australię, Austrię, Belgię, Brazylię, Kanadę, Danię, Finlandię, Francję, Niemcy, Grecję, Irlandię, Włochy, Japonię, Luksemburg, Holandię, Nową Zelandię, Norwegię, Hiszpanię, Polskę, Portugalię, Szwecję, Szwajcarię, Wielką Brytanię lub Stany Zjednoczone. Mieszkańcy innych krajów mogą pobierać jedynie darmowe podcasty i zapowiedzi.